# دراج سوینسون
دراج سوینسون (نام علمی: Francolinus swainsonii) نام یک گونه از سرده دراج است.